# 印度帝國勳章

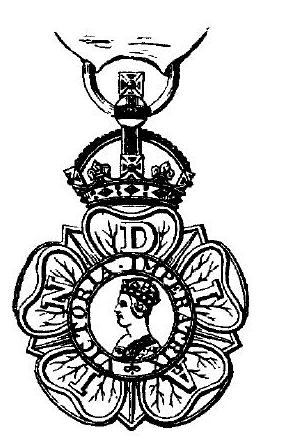
印度帝國勳章之樣式

印度帝國勳章由維多利亞女皇在1878年設立。到1947年，印度獨立，勳章亦不再頒發。勳章共有三等，分別是： 
1. 爵級大司令勳章 （GCIE）
2. 爵級司令勳章 （KCIE）
3. 三等勳章 （CIE）